# Mariano Andújar
Mariano Gonzalo Andújar (Buenos Aires, 30 de julho de 1983) é um ex-futebolista argentino que atuava como goleiro.

## Clubes

### Huracán
Andújar começou sua carreira no Huracán em 2001, com dezoito anos. Em suas duas primeiras temporadas pelo clube, o jovem goleiro não teve muitas oportunidades. O clube acabou caindo para a segunda divisão argentina, mas ele decidiu ficar no clube, e fez 17 jogos no campeonato. A partir daí Andújar se firmou no gol da equipe.

### Palermo
No verão de 2005 Andújar foi contratado pelo Palermo por empréstimo de um ano.

### Estudiantes
Andújar retornou à Argentina em 2006 para jogar pelo Estudiantes. Ele jogou 16 jogos na campanha do Apertura 2006 sofrendo apenas 9 gols. O Estudiantes terminou o torneio com a melhor defesa, sofrendo apenas 13 gols 19 jogos. O Apertura 2006 terminou com Boca Juniors e Estudiantes empatados com 44 pontos, forçando um jogo de playoff do campeonato. Com Andújar como goleiro, o Estudiantes venceu o playoff por 2–1 sagrando-se campeão depois de 23 anos. No restante da temporada, Andújar jogou mais 18 partidas, totalizando 34 em sua primeira temporada pelo Estudiantes, e 36 na temporada seguinte. Em 2009 ele foi o goleiro do título da Libertadores, não tomando gols nos 8 jogos que a equipe fez em casa e ele estabeleceu um novo recorde do torneio, ficando 800 minutos sem sofrer um gol, batendo os 767 minutos de Hugo Gatti. Seu último jogo pelo clube foi na vitória do segundo jogo da final da Libertadores por 2–1 contra o Cruzeiro.
Retornou por empréstimo em setembro de 2015.

### Catania
Em 24 de junho de 2009, o Catania anunciou oficialmente que o clube tinha assinado com o jogador um contrato de 4 anos, após muita especulação. Logo na sua primeira temporada, Andújar já era titular absoluto da equipe, fazendo 35 jogos no campeonato e sofrendo 41 gols, em uma temporada que viu o clube siciliano alcançar um recorde total de pontos na história da Série A, nesta temporada ele não jogou apenas um dos 38 jogos do campeonato.

## Seleção Argentina
Em junho de 2009 foi convocado por Diego Maradona para as Eliminatórias da Copa, fazendo sua estreia em 6 de junho 2009 no jogo em casa contra a Colômbia em uma vitória por 1–0. Participou da Copa do Mundo de 2010 e da edição de 2014.
Com a Copa América de 2015 já em andamento, foi cortado por lesão e substituído por Agustín Marchesín.

## Títulos
Estudiantes
- Campeonato Argentino: 2006 (Apertura)
- Copa Libertadores da América: 2009
- Copa da Argentina: 2023